# Sean Gilmartin
Sean Patrick Gilmartin (Thousand Oaks, 8 maggio 1990) è un giocatore di baseball statunitense.

## Carriera

### Inizi e Minor League (MiLB)
Gilmartin frequentò la Crispi Carmelite High School di Encino, quartiere di Los Angeles, California; dove venne selezionato la prima volta, nel 31º turno del draft MLB 2008, dai San Diego Padres. Decise di non firmare e si iscrisse alla Florida State University di Tallahassee, Florida.
Entrò nel baseball professionistico quando venne scelto al 1º giro del draft amatoriale del 2011, come 28a scelta assoluta, dagli Atlanta Braves. Iniziò nello stesso anno giocando con due squadre finendo con 2 vittorie e altrettante sconfitte, 3.09 di ERA e .228 alla battuta contro di lui in 6 partite tutte da partente (23.1 inning). Nel 2012 con due squadre finì con 6 vittorie e 10 sconfitte, 3.84 di ERA e .254 alla battuta contro di lui in 27 partite tutte da partente (157.0 inning), completando 3 intere partite.
Nel 2013 giocò con tre squadre finendo con 4 vittorie e 8 sconfitte, 5.06 di ERA e .282 alla battuta contro di lui in 21 partite di cui 20 da partente (105.0 inning). Nel 2014 giocò con due squadre finendo con 9 vittorie e 7 sconfitte, 3.71 di ERA e .263 alla battuta contro di lui in 26 partite tutte da partente (145.2 inning). 
Il 18 dicembre 2013, i Braves scambiarono Gilmartin con i Minnesota Twins per Ryan Doumit.

### Major League (MLB)
L'11 dicembre 2014, Gilmartin lasciò i Twins dopo essere stato selezionato dai New York Mets al 5 rule draft, come decima scelta assoluta. 
Debuttò nella MLB il 10 aprile 2015 al Turner Field di Atlanta contro gli Atlanta Braves. Terminò con 3 vittorie e 2 sconfitte, 2.67 di ERA, nessuna salvezza su una opportunità e .236 alla battuta contro di lui in 50 partite nella MLB, di cui una da partente (57.1 inning). Non giocò alcuna partita nella minor league durante la stagione d'esordio.
Il 1º aprile 2016 è stato opzionato in AAA con i 51s, il 12 maggio è stato richiamato ma dopo soli 5 giorni è stato nuovamente opzionato. Il 21 giugno è stato richiamato per la seconda volta, per poi finire ancora in AAA il 30 dello stesso mese. Il 25 agosto è stato richiamato per l'ultima volta in stagione. Ha chiuso con nessuna vittoria e una sconfitta, 7.13 di ERA e.300 alla battuta contro di lui in 14 partite di cui una da partente (17.2 inning), lanciando prevalentemente una four-seam fastball con una media di 88,13 mph. Nel 2016 giocò anche nella Tripla-A con i Las Vegas 51s della Pacific Coast League, finendo con 9 vittorie e 7 sconfitte, 4.86 di ERA e .283 alla battuta contro di lui in 19 partite di cui 18 da partente (107.1 inning), completando una intera partita.
Dopo numerosi passaggi tra Major League e Minor League, L'11 giugno 2017, i Mets designarono Gilmartin per la riassegnazione. Il giorno stesso venne prelevato dai St. Louis Cardinals. Venne svincolato dai Cardinals il 2 luglio 2018.
Il 13 luglio 2018, Gilmartin firmò con i Baltimore Orioles. Divenne free agent a fine stagione, il 1º novembre, ma firmò nuovamente con la franchigia di Baltimora, il 2 novembre. Terminata la stagione 2019, Gilmartin tornò free agent.
Il 23 febbraio 2020, Gilmartin firmò un contratto di minor league con i Tampa Bay Rays. Divenne free agent il 2 novembre 2020, a stagione ultimata.
Il 27 aprile 2021, Gilmartin firmò un contratto con i Long Island Ducks della Atlantic League of Professional Baseball (ALPB), senza aver tuttavia segnato alcuna presenza durante la stagione.
Il 29 giugno 2021, Gilmartin firmò un contratto di minor league con i Minnesota Twins. Concluse la stagione con 3 presenze nella classe Rookie e altrettante nella Doppia-A, diventando free agent al termine del campionato.

## Palmarès
- (1) MiLB.com Organization All-Star (2012)
- (1) Lanciatore della settimana della Southern League "SOU" (9 luglio 2012)
- (1) Mid-Season All-Star della SOU (2012)
- (1) Post-Season All-Star della SOU (2012).